# Schlieffenplan

Het Schlieffenplan en de Franse tegenhanger Plan XVII

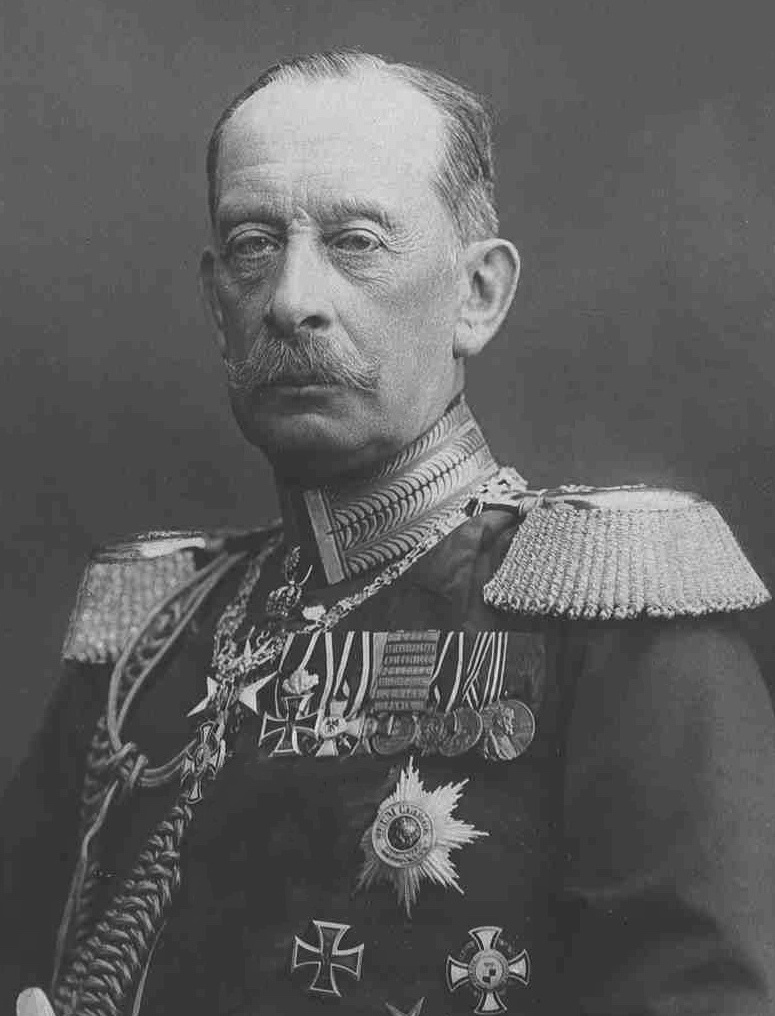
Alfred von Schlieffen

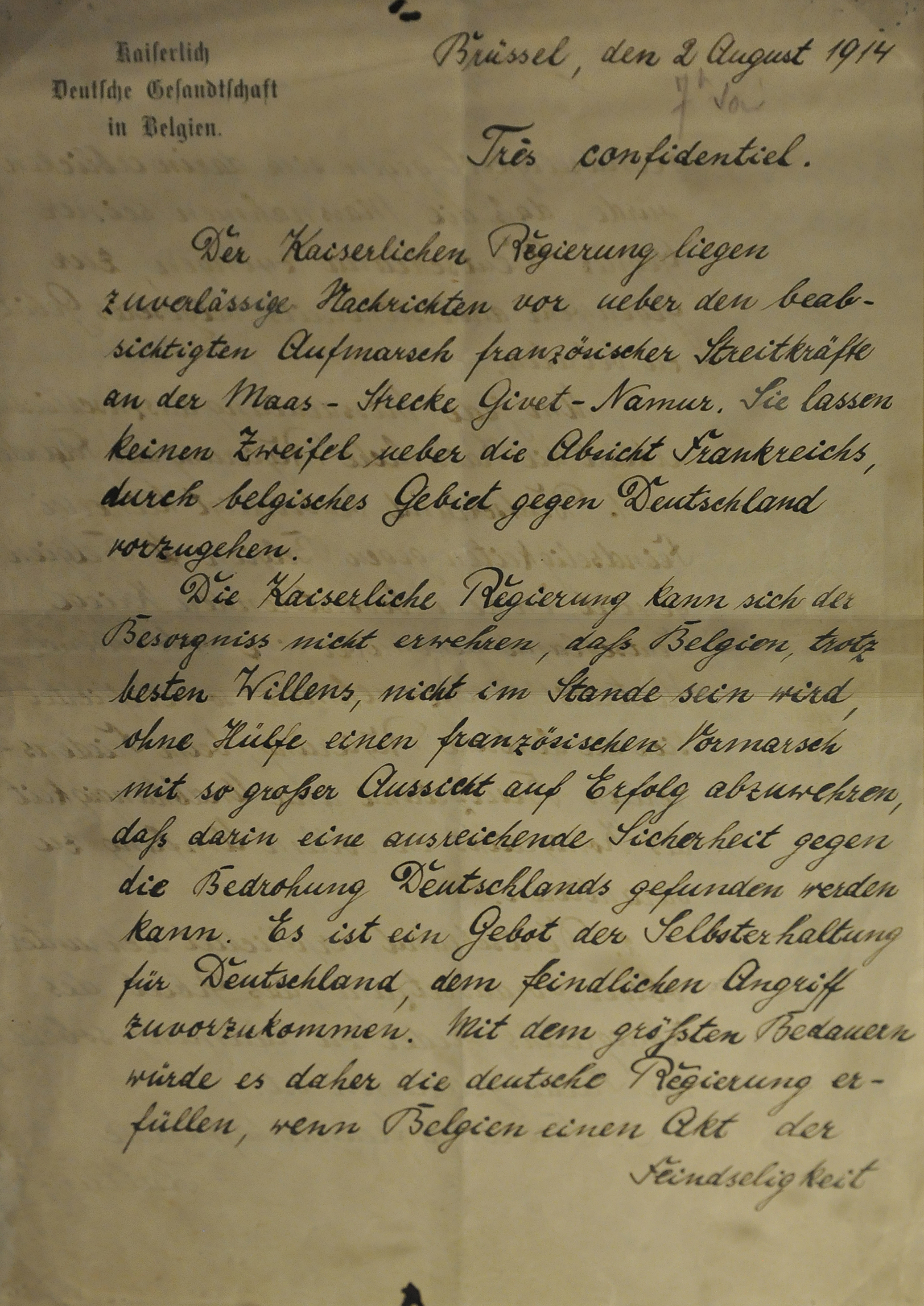
Duits ultimatum aan België op 2 augustus 1914

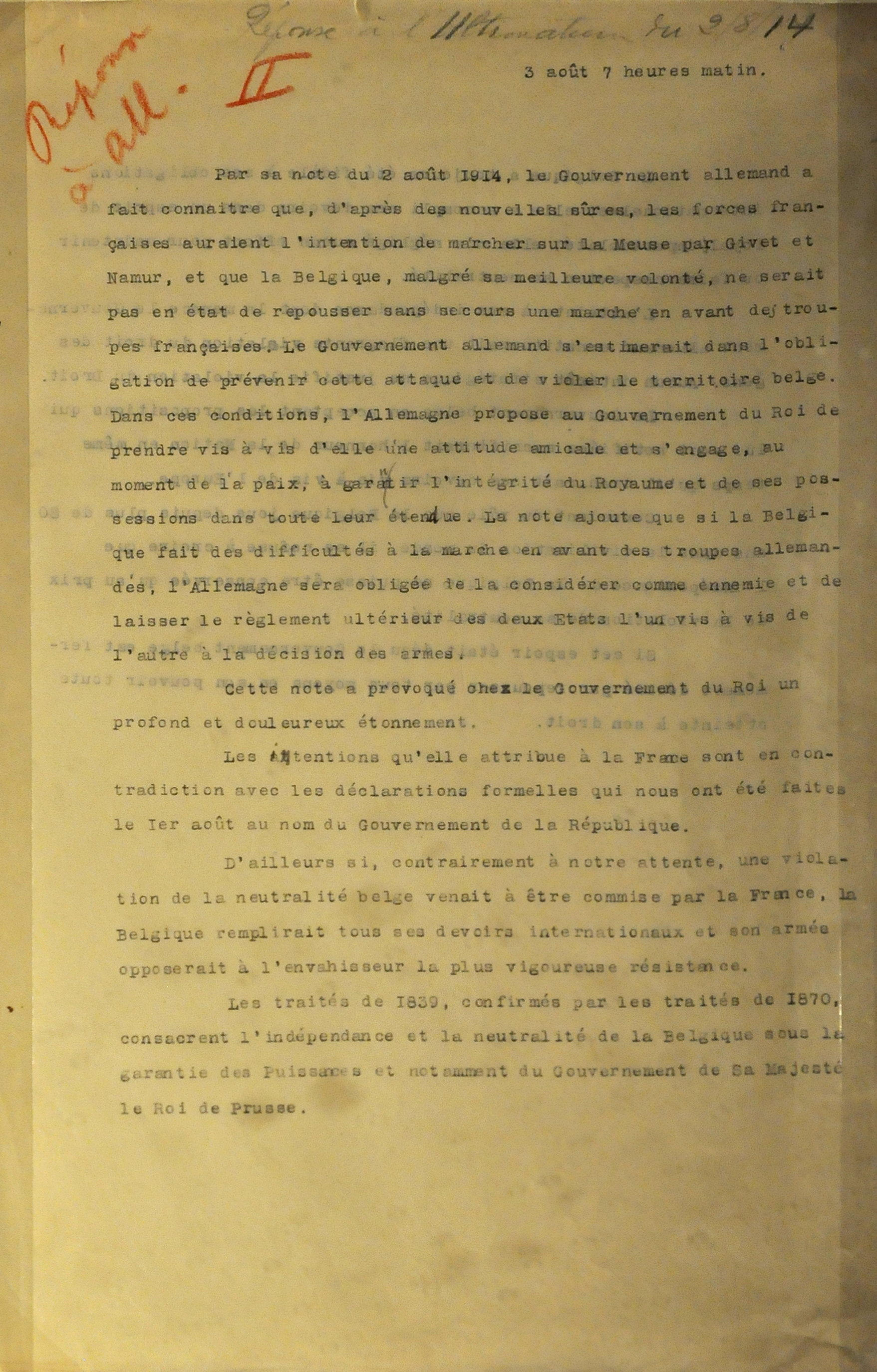
Voorbereiding van het Belgisch antwoord op het ultimatum op 3 augustus 1914

Het Schlieffenplan is het plan dat de Duitse generaal Alfred von Schlieffen (1833-1913) ontwikkelde om in geval van oorlog met Frankrijk laatstgenoemd land zo snel mogelijk te kunnen overrompelen. Toen in augustus 1914 uiteindelijk de Eerste Wereldoorlog uitbrak werd een aangepaste versie van dit plan door de Duitse generale staf uitgevoerd maar na een paar weken bleek het oorspronkelijke doel ervan, een snelle uitschakeling van Frankrijk, mislukt.

## Motivatie
Als gevolg van de Frans-Russische samenwerking in het begin van de jaren negentig van de 19e eeuw groeide in de Duitse politiek en het leger steeds meer de verwachting dat er een toekomstige oorlog tegen Frankrijk en Rusland in het verschiet lag. Als voorzorgsmaatregel was de Duitse generale staf zich intensief gaan voorbereiden op een tweefrontenoorlog.
Het Duitse opperbevel ging ervan uit dat het Duitse leger niet sterk genoeg was om het Franse en het Russische leger tegelijkertijd te verslaan. Aanvankelijk was de doctrine defensief: men zou verdedigen in het westen en voorzichtig aanvallen in het oosten. Dit was een voorzichtige en conservatieve strategie, waarbij men bovendien ervoor oppaste zich niet het Russische achterland in te laten lokken, zoals Napoleon Bonaparte een eeuw eerder. Von Schlieffen bedacht voor het westelijk front echter een gedurfder plan, dat een snelle uitschakeling van Frankrijk beoogde, waarna met Rusland zou worden afgerekend.

## Plan
Deze aanpak werd in 1906 bepleit in een definitieve notitie, beter bekend als het Schlieffenplan. Dit plan ging ervan uit dat Rusland ten minste zes weken nodig zou hebben om volledig te mobiliseren, door het gebrek aan industrialisatie, infrastructuur en de enorme afmetingen van het land. Binnen dit tijdsbestek van zes weken, waarbinnen de generaals nog geen Russische acties verwachtten, moest Ruslands bondgenoot Frankrijk uitgeschakeld worden. Von Schlieffen veronderstelde bovendien dat Frankrijk de neutraliteit van de Lage landen en de neutraliteit van Zwitserland niet zou schenden en haar hoofdmacht zou concentreren tussen Belfort en Sedan. Het plan sloeg verder geen acht op de Belgische en Nederlandse neutraliteit en vereiste durf bij de uitvoering ervan. Er werd besloten tot een inval in deze neutrale landen om alzo de zware Franse versterkingen aan de Frans-Duitse grens te ontwijken. De Duitsers zouden aan de Frans-Duitse grens een schijnaanval doen en zich vervolgens in Elzas-Lotharingen terugtrekken. Het plan behelsde een grote cirkelvormige beweging: vanuit Duitsland moest het leger eerst naar het westen trekken, door België en Nederland, waarna het leger naar het zuiden zou zwenken en de zwak verdedigde Frans-Belgische grens overschrijden. Hierdoor zou Frankrijk in feite langs een breed front vanuit het noorden worden aangevallen. De hoofdmacht zou vanaf de Frans-Belgische grens, met als draaipunt de regio Thionville-Metz, een grote sikkelbeweging maken door Noord-Frankrijk met een zo sterk mogelijke rechtervleugel, en zou zo het Franse leger insluiten. Het noordoosten van Frankrijk speelde in het plan een secundaire rol. In Lotharingen moest nog een bescheiden strijdmacht worden gelegerd, terwijl de Elzas nauwelijks zou worden verdedigd. Het wijken voor een te verwachten Franse opmars in deze streken paste zelfs uitstekend in het plan; de tegenstander zou op deze wijze namelijk steeds dieper in de val lopen. Een belangrijk onderdeel van het plan was de verovering van de versterkte forten rond Luik, de forten om Verdun en de versterkingen om de Franse hoofdstad Parijs. Deze stad zou, althans volgens het Schlieffenplan, niet bezet worden. Daarna moest het leger ten zuiden van Parijs weer in oostelijke richting zwenken en de resterende Franse strijdkrachten naar de Duits-Franse grens drijven waar ze tot overgave gedwongen zouden worden. In de aanvankelijke versie van het plan zou overigens slechts opgerukt worden door Luxemburg en het uiterste zuiden van België.
Hierdoor zou Frankrijk in een tijdsbestek van 42 dagen (6 weken) uitgeschakeld worden. Vervolgens moest dan het hele Duitse leger met de trein naar het oosten verplaatst worden, om de Russische aanval te kunnen opvangen. Door het Schlieffenplan zou Duitsland een voor een met zijn vijanden kunnen afrekenen in plaats van met beiden tegelijk te worden geconfronteerd. Voorwaarde voor succes was wel dat de Duitsers het tijdschema strikt aanhielden. Von Schlieffen ging ervan uit dat Duitsland na significante vertraging maar beter kon gaan onderhandelen omdat dan de kans op een snelle overwinning voorbij was.

## Verandering

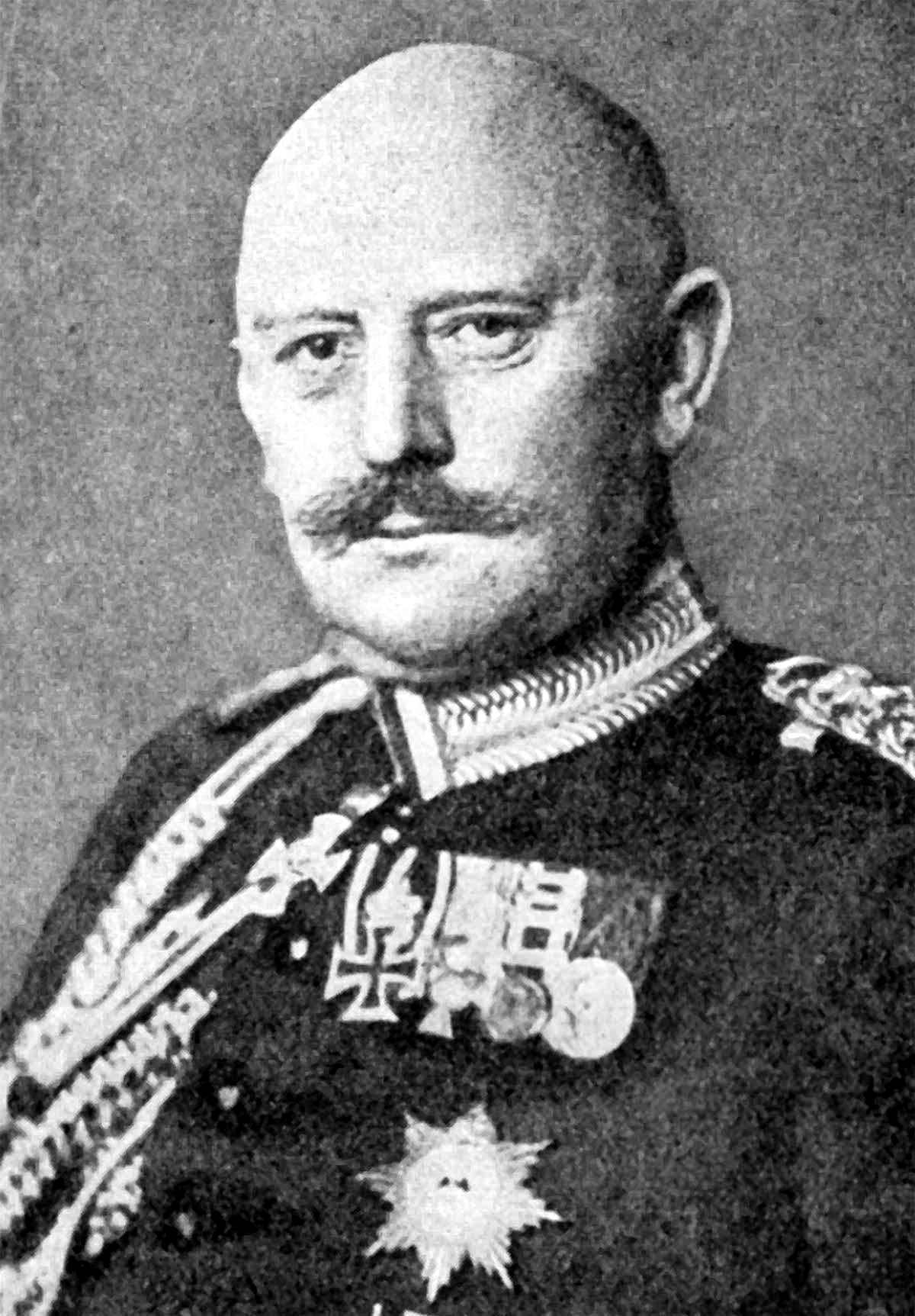
Helmut von Moltke (1900)

Alfred von Schlieffen overleed in 1913 en de nieuwe legerchef, Helmuth von Moltke, bracht enkele wijzigingen aan in het Schlieffenplan. Een van die wijzigingen die hij in het plan maakte – wat hem later veelvuldig verweten is – is dat hij de linkervleugel versterkt zou hebben ten koste van de rechtervleugel. Een telling van de divisies op de beide vleugels laat echter zien dat dit verwijt geen stand kan houden.
In de verwijten die hem gemaakt werden, zou hij de legendarische laatste woorden van Von Schlieffen: 'Macht mir nur den Rechten stark' blijkbaar vergeten hebben.
Nog een belangrijke verandering die Von Moltke aanbracht was dat de Duitse troepen niet meer door Nederland zouden trekken om Frankrijk aan te vallen. Een neutraal Nederland werd nuttig geacht als een "luchtpijp naar de Noordzee".
Het Duitse opperbevel raakte door de aanvankelijke Duitse successen in Lotharingen in een euforische stemming. Von Moltke gaf beide legers opdracht om het offensief voort te zetten, om de verdedigingswerken bij Nancy te veroveren. De niet langer defensief opererende linkervleugel zou zo kunnen bijdragen tot een reusachtige herhaling van de slag bij Cannae: de gehele vijandelijke strijdmacht omsingeld in een gelijktijdige tangbeweging vanuit het oosten en het westen. Daartoe moest de in opzet immers zwakkere linkervleugel worden versterkt.

## Zwakheden

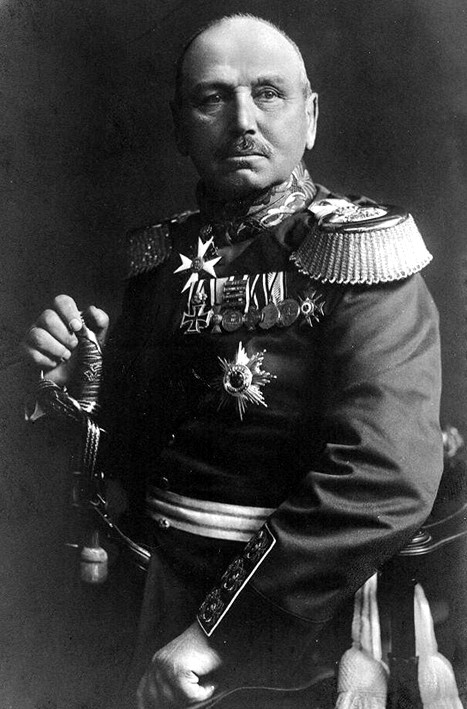
Alexander von Kluck (1914)

Het Schlieffenplan had een aantal cruciale zwakheden, die mede zouden bijdragen aan Duitslands ondergang in 1918, vooral in het licht van de toenmalige communicatietechnologie. Telefoonlijnen liepen slechts tot de grens of tot het front, waardoor telefonie in een bewegingsoorlog waardeloos was. Hetzelfde gold voor telegrafie, terwijl radio nog niet geavanceerd genoeg was om als communicatiemiddel te worden gebruikt. Men vertrouwde voornamelijk nog op koeriers en viel dus terug op een rigide planning. Het plan moest hoe dan ook gevolgd worden, ongeacht de situatie. Lagere officieren hadden geen enkele vrijheid van handelen.
Ook was het plan bedacht voor en door militairen, en was volstrekt niet op de actuele politieke situatie ingespeeld. Een belangrijk punt was ook dat door het semi-constitutionele regeringsstelsel van Duitsland en de regeringswijze van keizer Wilhelm II de generale staf van het leger nauwelijks gecontroleerd werd door de politiek en er vanuit het parlement geen tegengas gegeven kon worden aan de plannen van de militairen. Het plan voorzag in Franse oorlogsdeelname, maar Frankrijk had zich aanvankelijk, ondanks zijn agressief tegen Duitsland gerichte alliantie met Rusland, in de crisis van juli 1914 afzijdig gehouden en leek eerst niet van plan om zich voor een crisis op de Balkan in een oorlog te willen storten. Omdat het Schlieffenplan ervan uitging dat Frankrijk hoe dan ook zou aanvallen, en door de inwerkingtreding van de verschillende bondgenootschappen, werd het bij de oorlog betrokken toen de Duitsers het de oorlog verklaarden. Het is overigens twijfelachtig of Frankrijk nog lang neutraal zou zijn gebleven: het land was al twee dagen voor de oorlogsverklaring bezig met de mobilisatie en gezien het overheersende nationalisme in Frankrijk, zoals elders in Europa, werd de oorlogsverklaring met een enorm enthousiasme aangegrepen om met eeuwige vijand Duitsland af te rekenen en Elzas-Lotharingen terug in bezit te krijgen.
Maar vooral werden ook neutrale landen (m.n. België en Luxemburg) aangevallen, landen die Duitsland niets misdaan hadden maar de pech hadden in het pad van de beoogde opmars te liggen. Dit leidde in eerste instantie tot Britse oorlogsdeelname op grond van het Verdrag van Londen (1839) (toen daarover gestemd moest worden in het Britse parlement was er overigens maar een nipte meerderheid vóór een oorlogsverklaring aan Duitsland). Daarnaast leidde de schending van de Belgische neutraliteit voor de Duitsers ook tot een groot verlies aan politiek krediet. De inval (die op de koop toe nog eens gepaard ging met verschillende terreurdaden tegen de Belgische burgerbevolking) werd (vooral ook door de geallieerde propaganda) gebruikt om Duitsland tot de grootste agressor en "boeman" van Europa te maken.
Verder was het wegen- en spoorwegnet van België en Noord-Frankrijk te beperkt voor een optimale troepenverplaatsing. Kortom: het Duitse leger was te groot en kon door deze beperkingen zijn capaciteiten niet optimaal benutten. Dit ging ten koste van de snelheid van het offensief, en snelheid was cruciaal.
Wanneer men een cirkel bepaalt met Sedan als middelpunt en de afstand Sedan-Maastricht als straal, valt op dat deze cirkel vér van de Kanaalkust blijft. Met andere woorden: naarmate de Duitsers verder oprukten werd het front breder, zodat ze hun strijdkrachten steeds meer moesten verspreiden. Alexander von Kluck met zijn buitenste leger kwam in Noord-Frankrijk dan ook voor een onaangename keus te staan: op de Kanaalkust afgaan en de Fransen de gelegenheid geven een wig te drijven in zijn dan verzwakte linkerflank of naar binnen draaien en zijn dan verzwakte rechterflank blootstellen aan Franse tegenacties. Hij koos voor deze laatste optie, mede ingegeven door de overtuiging dat de British Expeditionary Force (BEF), gelegerd op de uiterste linkerflank van het Franse dispositief, in eerste instantie weigerachtig was om zich bij een offensief te laten betrekken. Daarenboven was het Franse vijfde leger op de terugtocht. Von Kluck wilde dit leger omsingelen en besloot daarom af te wijken van zijn lijn en niet ten zuiden, maar ten noorden van Parijs de Schlieffen-tang te sluiten. Hierdoor gaf hij zijn rechterflank bloot aan de Franse troepen die Parijs verdedigden en die tot de aanval overgingen. De slag aan de Marne begon. Als gevolg daarvan bleef Parijs buiten bereik.
Daarnaast had het Duitse opperbevel niet geleerd van de Frans-Pruisische Oorlog van 1870: wanneer een leger verslagen is, is het land nog niet verslagen. Na de nederlaag van het Franse leger, de gevangenneming van de Franse keizer, en de omsingeling van Parijs bleek Frankrijk, nu als republiek, nog steeds in staat zich te verdedigen. Het Duitse opperbevel ging er in het Schlieffenplan van uit dat Frankrijk zich zou overgeven, en dat het omsingelde Franse leger geen last stand zou maken of het op een confrontatie zou laten aankomen. Ook bleek dat het Belgische leger en de Belgische wil tot verzet danig waren onderschat. Dat zou allemaal leiden tot vertragingen die Duitsland zich niet kon veroorloven.
Ten slotte ging het plan ervan uit dat Rusland zes weken lang niet in staat was tot actie. Ook deze veronderstelling bleek onjuist. Rusland bezat zelfs in vredestijd een formidabel staand leger aan de grens, dat in augustus 1914 dan ook direct Oost-Pruisen kon binnenvallen. Hoewel Duitsland dit leger in twee eclatante overwinningen wist te verslaan (de Slag bij Tannenberg en de veldslag bij de Mazurische Meren) was het Duitse opperbevel aanvankelijk in paniek en besloot het een groot aantal gevechtseenheden te onttrekken aan het Westfront en deze te transporteren naar het Oostfront. Hierdoor werd de rechterflank van de 'Schlieffen-tang' verzwakt, waardoor onder andere het leger van Von Kluck verzwakt werd. Daardoor heeft de nederlaag van de Russen de facto veel bijgedragen aan het overleven van het Franse verzet aan het westelijke front. En ook na deze Duitse overwinning wist het Russische opperbevel veel sneller nieuwe lichtingen te mobiliseren en in te zetten dan het Schlieffenplan had voorzien.
Ook kan gesteld worden dat het Schlieffenplan als zodanig een belangrijke factor is geweest in het ontstaan van de Eerste Wereldoorlog. Omdat, althans volgens dit plan, Frankrijk "moest" worden verslagen terwijl Rusland mobiliseerde, zou een Russische mobilisatie direct moeten worden beantwoord met een aanval op Frankrijk. Op het moment dat een conflict tot voorbij een diplomatiek conflict escaleerde, was er nog maar een weg open: naar de grote pan-Europese oorlog.

## Eerste Wereldoorlog
Toen de oorlog in 1914 uitbrak, werd het in deze gewijzigde vorm uitgevoerd en een aantal factoren leidden tot zijn mislukking, waaronder gebrek aan mobiliteit bij de Duitsers, effectieve Franse weerstand, het hardnekkige Belgische verzet (tijdwinst voor de tegenpartij), onderschatting van de bereidheid van de Britten om zich te scharen aan Frans-Belgische zijde, onderschatting van de offensieve kracht van de Russische legers aan de Duitse oostgrens, en het overplaatsen door Helmut von Moltke, de opvolger van Alfred von Schlieffen als hoofd van de Generale Staf, van troepen van het Westfront naar het Oostfront om de aanvallende Russen tegemoet te treden zodat ook hierdoor de Duitse legers in Frankrijk te weinig slagkracht hadden om Parijs te omsingelen.
De samenwerkende legers van het Britse Rijk en Frankrijk slaagden er, ondanks deze problemen voor het Duitse opperbevel, slechts ternauwernood in het Duitse leger tot staan te brengen voordat Parijs werd bereikt. Na de Race naar de Zee, de eerste slag bij Ieper, de slag aan de Marne en de eerste slag bij Verdun kwam de oorlog in het najaar van 1914 tot stilstand in een verschrikkelijke loopgravenoorlog over een front van 700 kilometer die pas in 1918 eindigde.

## Discussies
Tot op heden is er verschil van mening onder historici en militaire deskundigen over de mogelijke oorzaken van het mislukken van het Schlieffenplan. Hierbij zijn er twee standpunten naar voren gekomen: of het plan zelf van Von Schlieffen was van af het begin al tot mislukken gedoemd, of het plan op zich was wel goed maar de slechte uitvoering ervan in 1914, vooral door de diverse afwijkingen van het oorspronkelijke plan, leidde tot het mislukken ervan.

### Von Moltke's aanpassingen
Er is veel discussie geweest – en nog gaande – of Von Moltke's aanpassingen in het Schlieffenplan het plan versterkt of verzwakt hebben. Von Schlieffen zelf toonde zich een tegenstander van de wijzigingen die zijn opvolger aanbracht. Analyses in de jaren tachtig wezen echter op een vergroting van het aantal divisies dat Von Moltke hierdoor effectief via België kon inzetten. Maar feit is dat zijn aangepaste Schlieffenplan mislukte.

### Geen uitvoering Schlieffenplan
Uiteindelijk, wanneer men het krijgsverloop na deze eerste veldtocht van 1914 overziet, blijkt dat de Duitse strategie grotendeels terug was gevallen op de oude doctrine die vóór het Schlieffenplan was aangehangen: verdedigen in het westen en voorzichtig aanvallen in het oosten. Er wordt door historici en militair experts soms gediscussieerd over wat er gebeurd zou zijn in geval het Schlieffenplan niet uitgevoerd zou zijn, en men in het westen vanaf het uitbreken van de oorlog de 'oude doctrine' volgend alleen de bestaande grens had verdedigd. Overigens was keizer Wilhelm II zelf een voorstander van de 'oude doctrine' van in het westen verdedigen en in het oosten aanvallen maar in 1914 had Wilhelm II, geplaagd door zenuwinzinkingen en schandalen, al niet veel invloed meer op het beleid en slaagde er niet in zijn generale staf hiervoor te winnen. Hij moest uiteindelijk, met tegenzin, instemmen met het Schlieffenplan. Als de Duitsers zich beperkt zouden hebben tot het verdedigen van de Frans-Duitse grens zouden ze waarschijnlijk een paar belangrijke voordelen gehad hebben waaronder een relatief kort front met Frankrijk, van Zwitserland over de Vogezen tot Luxemburg, wat bovendien goed versterkt was met forten en met betrekkelijk weinig troepen en materieel goed te verdedigen zou zijn. Dit zou voor de Duitsers een gunstige strategische positie zijn geweest: de Duitsers zouden dan met het overgrote deel van hun strijdmacht Rusland hebben kunnen aanpakken. Bovendien zouden dan de Britten waarschijnlijk neutraal gebleven zijn (er zou geen Duitse schending van de Belgische neutraliteit geweest zijn) en zou er aldus geen blokkade van de Duitse havens zijn geweest. Maar doordat de Duitsers, via België, Frankrijk wèl waren binnengevallen, en het eigenlijke doel van het Schlieffenplan, Frankrijk uitschakelen, in augustus-september 1914 mislukt was, hadden ze nu een lang front van Zwitserland tot aan de Noordzee dat gedurende de rest van de oorlog een grote aantallen manschappen en hoeveelheden oorlogsmaterieel opslokte. Men had nu, behalve met Frankrijk en Rusland, ook met het Britse Rijk en een zeeblokkade te maken en, niet onbelangrijk, door de schending van de Belgische neutraliteit heel veel internationaal aanzien en politiek krediet verspeeld.

## Tweede Wereldoorlog

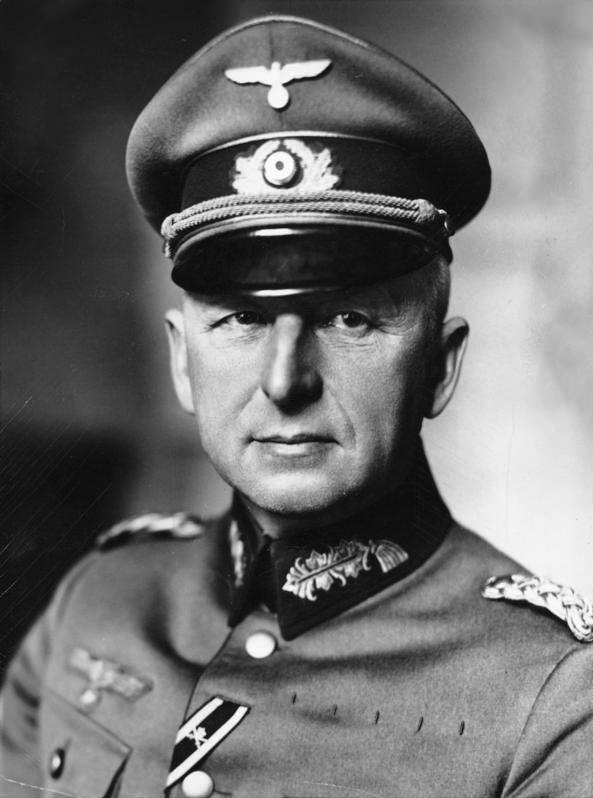
Erich von Manstein (1938)

Bij de start van de Tweede Wereldoorlog werd een plan gebruikt dat wel succesvol bleek. Dat plan was bedacht door de Duitse Generale Staf-generaal Erich von Manstein. Het 'Mansteinplan', het naar hem genoemde plan, wordt soms aangeduid als een aangepast Schlieffenplan maar de twee aanvalsplannen verschillen wezenlijk van elkaar.
Het Schlieffenplan beoogde de vernietiging van de Franse strijdkrachten op de Frans-Duitse grens door een brede omtrekkende beweging van de hoofdmacht via het toegankelijke terrein van Noord-België om Frankrijk uit het noorden binnen te vallen en dan naar het oosten te zwenken.
Het Mansteinplan ging er terecht van uit dat de geallieerden op een heruitgave van het Schlieffenplan zouden zijn voorbereid en naar België zouden oprukken om de Duitse aanval daar op te vangen.
In het Mansteinplan moest de inval in België en Nederland vooral dienen om de Britten en Fransen te misleiden en hun strijdkrachten naar België te lokken. De hoofdkrachtsinspanning echter moest door de pantserdivisies geleverd worden die moesten oprukken door de voor pantsertroepen ontoegankelijk geachte Ardennen. In de buurt van Sedan moesten ze de Maas oversteken en dan onversaagd doorstoten naar de Kanaalkust langs het gunstig tankterrein van de waterscheidingslijn tussen het Seine- en Sommebekken in het Zuiden en het Maas- en Scheldebekken in het Noorden. Hierdoor zouden de geallieerde strijdkrachten in België en Noord-Frankrijk omsingeld raken, belegerd worden, en tot overgave of evacuatie gedwongen worden. Vervolgens zouden de Duitse legers zich naar het oosten richten om de Franse verdedigingswerken in de rug aan te vallen zoals beoogd in het Schlieffenplan, en ten slotte naar het zuiden om Parijs te bezetten en met het resterende Franse leger af te rekenen. De Duitsers slaagden erin het plan te verwezenlijken en het was aldus een groot succes voor het Duitse leger en een complete verrassing voor de Belgische, Britse en Franse strijdkrachten, en leidde binnen zes weken tot de bezetting van Nederland, België, Luxemburg en Frankrijk. De geallieerde strijdkrachten werden inderdaad volgens plan omsingeld (hoewel veel Britse troepen nog geëvacueerd konden worden), waarna het resterende Franse leger werd vernietigd. In de Angelsaksische wereld staat de Duitse inval in Nederland, België en Frankrijk in mei '40, bekend als de Blitzkrieg. Belangrijke factoren in dit Duitse succes waren de onvoorbereidheid van de geallieerden, de zwakke verdediging van de Ardennen, het gebrek aan afstemming tussen de Nederlandse, Belgische en Franse verdediging, en de afwezigheid van een vijand in het oosten.

## Documenten van het Schlieffenplan
De originele documenten van het Schlieffenplan, waarvan werd aangenomen dat deze in 1945 bij de bombardementen op het Reichsarchiv in Potsdam verloren waren gegaan, werden in 1953 door historicus Gerhard Ritter herontdekt tussen de archiefstukken die de Amerikanen in Duitsland in beslag hadden genomen. Ze werden in 1956 gepubliceerd in zijn boek Der Schlieffenplan: Kritik eines Mythos.